# Dolce (Wappentier)
Dolce bezeichnet in der Heraldik ein Wappentier, das eine Sonderform des heraldischen Panthers ist.
Dargestellt wird ein Panther, der an allen Füßen Hufe hat und einem zum Rücken gebogenen Ziegenschwanz. Das Wappentier kommt in Wappen von Friaul und Venetien vor. Die Herkunft der Bezeichnung lässt sich schon im venezianischen Wappenbuch „Der adriatische Löw“ (Altdorf 1704, S. 14) des Johann Christoph Wagenseil nachweisen und geht auf das Adelsgeschlecht Dolce zurück. Der Begriff wurde von italienischen Heraldikern später für ähnlich, oft nicht klar zu bestimmenden Tier, das der Adel Dolce führte, verwendet und dem steiermärkischen Panther gleichgesetzt. In der italienischen Heraldik wird für den Panther oft Dolce blasoniert.